# Joe Connelly
Joe Connelly  (* 22. August 1917 in New York City, New York als Joseph Connelly; † 13. Februar 2003 in Newport Beach, Kalifornien) war ein US-amerikanischer Drehbuchautor sowie Fernseh- und Filmproduzent.

## Leben
Zusammen mit Co-Autor Bob Mosher arbeitete Joe Connelly an einer Vielzahl an Serien wie Amos and Andy, Meet Mr. McNutley, Erwachsen müßte man sein, Ichabod and Me, Bringing Up Buddy und The Munsters.
Nachdem Connelly in die US-Handelsmarine eingetreten war, kam er zur J. Walter Thompson Werbeagentur in New York City. Hier traf er auf Bob Mosher. Mosher verließ die Werbeagentur im Jahr 1942 und zog nach Hollywood, um für die Edgar Bergen und Charly McCarthy Radio-Show schreiben zu können. Connelly folgte ihm bald darauf. Mitte der 1940er Jahre, nachdem Connelly und Mosher für die Radioshows von Frank Morgan und Phil Harris geschrieben hatten, begannen beide zwölf Jahre lang für die beliebte Radioshow Amos and Andy und später deren Fortentwicklung als Fernsehshow zu schreiben. Ihre erste Soloarbeit für das Fernsehen war die Entwicklung einer kurzlebigen Anthologie-Reihe für den Schauspieler Ray Milland. Eine Erfahrung, die beide lehrte, sich auf das Schreiben zu konzentrieren und nicht, so sagte es Connelly, auf „Dinge, welche wir schon wissen“.
Bei der Oscarverleihung 1956 waren Mosher und Connelly für den Film Der Privatkrieg des Major Benson in der Kategorie „Beste Originalgeschichte“ nominiert. In der Komödie Der Privatkrieg des Major Benson aus dem Jahr 1955 spielt Charlton Heston einen hartgesottenen Armee Major, der das Kommando über das ROTC-Programm an einer Akademie für Kinder, übernimmt. Inspiriert wurde diese Geschichte durch ein Erlebnis Connellys, als er seinen Sohn zu einer kirchlichen Schule fuhr.
In Erwachsen müßte man sein wurde ihr Diktum des Schreibens über „Dinge, die wir wissen“ auf eine neue Ebene gebracht. Connelly, der Vater von sieben Kindern und Mosher, der Vater von zwei Kindern, mussten sich nur durch das Leben in den eigenen vier Wänden inspirieren lassen. Connellys 14-jähriger Sohn Jay diente als Vorlage für Beavers älterem Bruder Wally und Connellys 8-jähriger Sohn Ricky war die Inspiration für Beaver. Beaver war der Spitzname für einen Kameraden aus der Zeit als Connelly bei der Handelsmarine war. Connelly folgte stets seinen Kindern mit einem Blatt Papier und schrieb alle lustigen Situationen auf, welche dann später in der Show Verwendung fanden.
Connelly starb an einem Schlaganfall im Pflegeheim Motion Picture Country Home in Newport Beach, Kalifornien. Er litt seit mehreren Jahren an der Alzheimer-Krankheit. Connelly ist auf dem Holy Cross Cemetery in Culver City beigesetzt. Seine beiden Ehefrauen, Kathryn und Ann, sowie zwei seiner sieben Kinder überlebte er. Connelly hatte zwölf Enkel und sechs Urenkel.

## Filmografie (Auswahl)
als Produzent
- 1957–1963: Erwachsen müßte man sein (Leave It To Beaver, Fernsehserie)
- 1964–1966: The Munsters (Fernsehserie)
- 1966: Gespensterparty (Munster, Go Home!)
- 1966: Pistolen und Petticoats (Fernsehserie)
- 1969: Ein himmlischer Schwindel (Change of Habit)

als Drehbuchautor
- 1955: Der Privatkrieg des Major Benson (The Private War of Major Benson)
- 1957–1963: Erwachsen müßte man sein
- 1964–1966: The Munsters
- 1975: Ein Traumhaus für zwei (Half a House)